# Despina Olympiou
Despina Olympiou (Δέσποινα Ολυμπίου, født 1975) er en cypriotisk sangerinde. Hun repræsenterede Cypern ved Eurovision Song Contest 2013 med sangen "Αν με θυμάσαι".

## Diskografi

### Albums
- Ton Mation sou i Kalimera (2000)
- Thelo Na M' agapas (Vocal: Thodoris Ferris) (2000)
- Vale Mousiki (2003)
- Exoume Logo (2004)
- Auto ine Agapi (2005)
- Pes to Dinata (2007, 2008)[2]
- Mia stigmi (2009)

### Singler
- "Sta Periptera Tou Kosmou" feat. Thodoris Ferris (2000)
- "Vale Mousiki" (2004)
- "Kapote" (2005)
- "Pes to Dinata" (2007)
- "Mazi Xorista" (2007)
- "Paradisos" feat. Michalis Hatzigiannis (2007)
- "Omorfa Psemata" (2008)
- "An me thimasai" (2013)